# Кіня
Кіня́ (рос. Киня) — селище у складі Гаринського міського округу Свердловської області.
Населення — 3 особи (2010, 5 у 2002).
Національний склад населення станом на 2002 рік: росіяни — 100 %.